# Абержеман Клемансје
Абержеман Клемансје (фр. Abergement-Clémenciat) насеље је и општина у источној Француској у региону Рона-Алпи, у департману Ен (Рона-Алпи) која припада префектури Бурж ан Брес.
По подацима из 2011. године у општини је живело 780 становника, а густина насељености је износила 48,9 становника/km². Општина се простире на површини од 15,95 km². Налази се на средњој надморској висини од 240 метара (максималној 272 m, а минималној 206 m).

## Демографија
| 1962. | 1968. | 1975. | 1982. | 1990. | 1999. | 2011. |
| ----- | ----- | ----- | ----- | ----- | ----- | ----- |
| 287   | 347   | 368   | 477   | 579   | 728   | 780   |

График промене броја становника у току последњих година